# Championnats d'Europe de patinage de vitesse sur piste courte 2009
Navigation
Édition précédente Édition suivante
Les Championnats d'Europe de patinage de vitesse sur piste courte 2009 se déroulent à Turin (Italie), du 16 au 18 janvier 2009.

## Podiums

### Hommes
| Épreuves        | Or                                                                                    | Argent                                                                             | Bronze                                                       |
| --------------- | ------------------------------------------------------------------------------------- | ---------------------------------------------------------------------------------- | ------------------------------------------------------------ |
| 500 m           | Italie Nicola Rodigari                                                                | Hongrie Viktor Knoch                                                               | Italie Yuri Confortola                                       |
| 1 000 m         | Belgique Wim De Deyne                                                                 | Italie Yuri Confortola                                                             | Hongrie Viktor Knoch                                         |
| 1 500 m         | Lettonie Haralds Silovs                                                               | Italie Nicola Rodigari                                                             | Hongrie Viktor Knoch                                         |
| 3 000 m         | Russie Rouslan Zakharov                                                               | Italie Nicola Rodigari                                                             | Lettonie Haralds Silovs                                      |
| 5 000 m relais  | Italie Nicola Rodigari Roberto Serra Yuri Confortola Claudio Rinaldi Edoardo Reggiani | Pays-Bas Freek van der Wart Rudy Koek Daan Breeuwsma Niels Kerstholt Sjinkie Knegt | Hongrie Bence Beres Peter Darazs Gabor Galambos Viktor Knoch |
| Toutes épreuves | Italie Nicola Rodigari                                                                | Lettonie Haralds Silovs                                                            | Hongrie Viktor Knoch                                         |

### Femmes
| Épreuves        | Or                                                                | Argent                                                              | Bronze                                                                   |
| --------------- | ----------------------------------------------------------------- | ------------------------------------------------------------------- | ------------------------------------------------------------------------ |
| 500 m           | Italie Arianna Fontana                                            | Bulgarie Evgenia Radanova                                           | Hongrie Erika Huszar                                                     |
| 1 000 m         | Italie Arianna Fontana                                            | France Stéphanie Bouvier                                            | Hongrie Bernadett Heidum                                                 |
| 1 500 m         | Tchéquie Katerina Novotna                                         | France Stéphanie Bouvier                                            | Italie Arianna Fontana                                                   |
| 3 000 m         | Tchéquie Katerina Novotna                                         | France Stéphanie Bouvier                                            | Autriche Veronika Windisch                                               |
| 3 000 m relais  | Hongrie Erika Huszar Rózsa Darázs Bernadett Heidum Andrea Keszler | Allemagne Aika Klein Susanne Rudolph Christin Priebst Bianca Walter | Pays-Bas Maaike Vos Annita van Doorn Liesbeth Mau Asam Sanne van Kerkhof |
| Toutes épreuves | Italie Arianna Fontana                                            | Tchéquie Katerina Novotna                                           | France Stéphanie Bouvier                                                 |

## Tableau des médailles
| Rang | Nation    | Or | Argent | Bronze | Total |
| ---- | --------- | -- | ------ | ------ | ----- |
| 1    | Italie    | 6  | 3      | 2      | 11    |
| 2    | Tchéquie  | 2  | 1      | 0      | 3     |
| 3    | Hongrie   | 1  | 1      | 6      | 8     |
| 4    | Lettonie  | 1  | 1      | 1      | 3     |
| 5    | Belgique  | 1  | 0      | 0      | 1     |
|      | Russie    | 1  | 0      | 0      | 1     |
| 7    | France    | 0  | 3      | 1      | 4     |
| 8    | Pays-Bas  | 0  | 1      | 1      | 2     |
| 9    | Bulgarie  | 0  | 1      | 0      | 1     |
|      | Allemagne | 0  | 1      | 0      | 1     |
| 11   | Autriche  | 0  | 0      | 1      | 1     |